# Viktor Petrovič Makejev
Viktor Petrovič Makejev (rusky: Ви́ктор Петро́вич Маке́ев; 25. října 1924 – 25. října 1985) byl sovětský inženýr, raketový konstruktér a ústřední postava ve vývoji balistických raket (SLBM) a sovětského námořnictva.

## Život
Narodil se 25. října 1924 ve vesnici Protopopovo.
Od roku 1939 pracoval v leteckém závodě v Moskvě a následně i v Kazani jako kreslíř a konstruktér. Prokázal schopnost kvalitně řešit konstrukční problémy výroby letounů. V roce 1950 absolvoval Vyšší inženýrské kurzy na Baumanově Moskevské státní technické univerzitě. Od roku 1947 souběžně se studiem pracoval jako vedoucí konstruktér. V letech 1950 až 1952 působil jako instruktor ústředního výboru Komsomolu.
V roce 1955 byl na návrh Sergeje Koroljova jmenován hlavním konstruktérem SKB-385. Od roku 1963 byl vedoucím podniku a hlavním konstruktérem a od roku 1977 i generálním konstruktérem. Pod jeho vedením se konstrukční kancelář stala vedoucí vědeckou a konstrukční organizací země, vznikla rozvětvená spolupráce výzkumných ústavů, konstrukčních kanceláří, výrobních závodů a zkušeben řešících problémy vývoje, výroby a zkoušek raketových systémů pro sovětské námořnictvo.
V letech 1960 až 1981 byl profesorem a vedoucím katedry letecké techniky na Čeljabinském polytechnickém institutu. V letech 1981 až 1985 byl vedoucím oddělení problémů energetiky na Moskevském fyzikálně-technickém institutu. Vedl Akademii věd SSSR, ta hrála důležitou roli při koordinaci vědeckého výzkumu a provádění experimentálních a výpočetních prací.
Pod jeho velením byla postavena řada sportovišť, obchodů a elektráren. Oceňován je i za rozvoj dopravy.
Zemřel 25. října 1985 v den svých 61. narozenin. Pohřben byl v Moskvě na Novoděvičím hřbitově.

## Ocenění
- 1959 – Leninova cena
- 1961 – Hrdina socialistické práce
- 1965 – Dr.Sci.Tech.
- 1968 – Člen Akademie věd SSSR
- 1968 – Státní cena SSSR
- 1974 – Hrdina socialistické práce
- 1978 – Státní cena SSSR
- 1983 – Státní cena SSSR